# アルピーヌ・A610
アルピーヌ・A610は、フランスの自動車メーカーであるアルピーヌが1991年から1995年にかけて製造したスポーツカーである。

## 概要
GTA（V6 ターボ）の後継モデルとして1991年に登場した。
シャシは鋼管製バックボーンフレームをベースにスペースフレームへ変更し、剛性を大幅に向上させた。ボディはGTA同様にFRP製を踏襲しているが、ヘッドライトはGTAの固定式からリトラクタブル式に変更された。
エンジンは排気量が2.5 Lから3.0 Lに拡大され、リアエンジンのままではあるが、搭載位置を前進させて前後の重量配分を43:57に改善した。また、冷却系などにも手が加えられた。
ダブルウィッシュボーン式サスペンションとタイヤサイズは一新され、従来の15インチから16インチに大径化し、最高時速は266km/hとなった。
1995年をもって生産終了となり、アルピーヌブランドのスポーツカーは2017年発売のA110まで途絶えることとなった。